# Autofachmann
Autofachmann (Eigenschreibweise: autoFACHMANN) ist das monatlich erscheinende Ausbildungsmedium des Deutschen Kraftfahrzeuggewerbes ZDK für die gewerblich-technische Ausbildung zum Kfz-Mechatroniker in Deutschland.

## Allgemeines
Die Publikation richtet sich an Auszubildende, Ausbilder und Berufsschullehrer im Kfz-Gewerbe. Autofachmann ist ein Kombinationsprodukt aus Magazin und E-Learning-System inklusive eines digitalen Berichtshefts. Abgestimmt auf die offizielle Ausbildungsordnung, bietet die Publikation einen Lehrplan für jeden Monat der betrieblichen Ausbildung. Im Schulungsteil bereiten auf das Lehrjahr abgestimmte, abgeschlossene Lerninhalte, Kenntnisnachweise und ein offizielles Berichtsheft auf die Gesellenprüfung vor. Ein Mantelteil mit Fachbeiträgen und News rund um die Automobil- und Werkstatttechnik komplettiert Autofachmann.
Das E-Learning Autofachmann Digital beinhaltet interaktive Übungen und Animationen sowie ein digitales Berichtsheft.
Autofachmann erscheint mit einer Auflage von rund 69.000 Exemplaren im Würzburger Fachmedienhaus Vogel Communications Group GmbH & Co. KG.
Während sich Autofachmann an gewerblich-technische Auszubildende richtet, ist das im Verbund erscheinende Schwestermagazin Autokaufmann auf die kaufmännische Ausbildung im Kfz-Gewerbe abgestimmt. Autokaufmann ist ebenfalls offizielles Ausbildungsmagazin des Deutschen Kraftfahrzeuggewerbes.

## Bücher
Ebenfalls unter dem Namen Autofachmann erscheinen die „Prüfungsvorbereiter“, mehrteilige Lernbücher, die auf die verschiedenen Teile der Gesellenprüfung Kfz-Mechatroniker vorbereiten.

## Historie
Die Erstausgabe erschien 1972 als Nachfolger des 1962 erstmals im gleichen Verlag erschienenen Fachmagazins „Junghandwerker im Kfz-Betrieb“. 2013 wurde Autofachmann mit dem nicht an eine Kategorie gebundenen Sonderpreis der Deutschen Fachpresse als Fachmedium des Jahres ausgezeichnet.